# Pseudocoris
Pseudocoris Bleeker, 1862 é um género de peixes dos recifes de coral com distribuição natural nas águas tropicais do leste do Oceano Índico e no oeste do Oceano Pacífico.

## Espécie
O género Pseudocoris, na sua actual delimitação, inclui as seguintes espécies:
- Pseudocoris aequalis Randall & Walsh, 2008[2]
- Pseudocoris aurantiofasciata  Fourmanoir, 1971[3]
- Pseudocoris bleekeri (Hubrecht, 1876)[4]
- Pseudocoris heteroptera (Bleeker, 1857)[5]
- Pseudocoris ocellata Chen y Shao, 1995[6]
- Pseudocoris yamashiroi (Schmidt, 1931)[7]